# Uranometria
Uranometria è un catalogo stellare prodotto da Johann Bayer del 1603, pubblicato ad Augusta, Germania, da Cristoforo Magno con il titolo completo di Uranometria: omnium asterismorum continens schemata, nova methodo delineata, aereis laminis expressa (tradotto letteralmente "Uranometria, contenente le carte di tutte le costellazioni, disegnate con un nuovo metodo e incise su lastre di rame"). La parola "Uranometria" deriva da Urania, musa dei cieli e "uranòs" (oυρανός), cielo o paradiso in greco. Letteralmente il termine significa misurazione del cielo (in analogia a geometria che significa misurazione della terra).
Uranometria è stato il primo atlante a coprire l'intera sfera celeste.

## Struttura

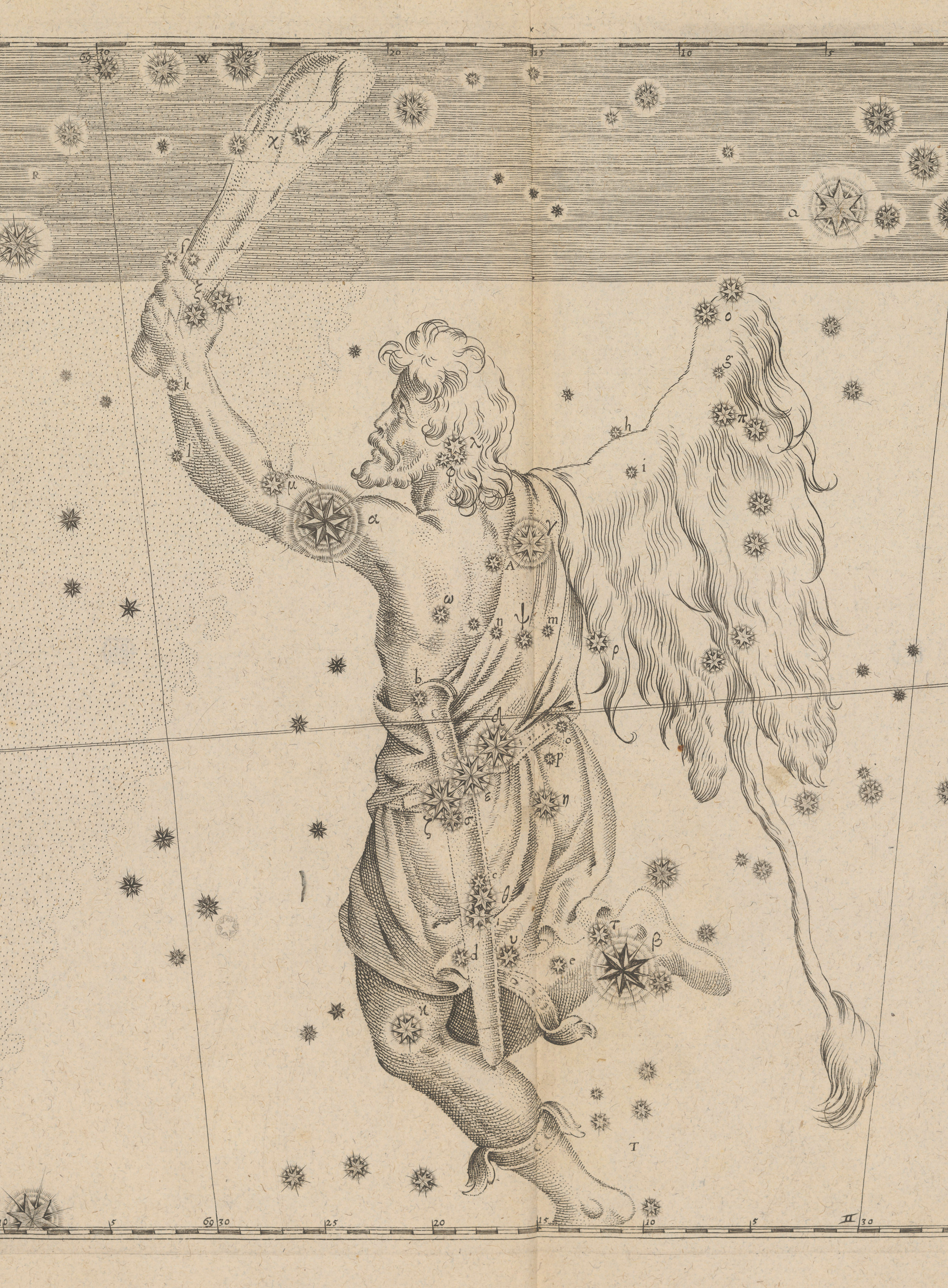
La costellazione di Orione in Uranometria

Uranometria contiene 51 mappe stellari. Le prime 48 rappresentano le 48 costellazioni tolemaiche. La 49° mappa introduce 12 nuove costellazioni nel cielo australe, sconosciuto a Tolomeo. Le ultime due mappe sono planisferi intitolati Synopsis coeli superioris borea e Synopsis coeli inferioris austrina, cioè "Sinossi del cielo dell'emisfero boreale" e "Sinossi del cielo dell'emisfero australe." 
Ogni lastra include una griglia per determinare in modo accurato la posizione di ogni stella con una precisione di qualche frazione di grado.
Uranometria introdusse la nomenclatura di Bayer, che è usata ancora oggi, così come numerose costellazioni moderne.
Nelle mappe, un disegno del soggetto della costellazione sovrasta le stelle. Per ragioni non note, molte delle costellazioni rappresentate da una figura umana sono incise viste di schiena, mentre la tradizione le ha sempre immaginate con il volto rivolto alla Terra. Questa stranezza portò ad una certa confusione nei significati letterali del nome di alcune stelle, ad esempio l'origine del nome di alcune stelle fa preciso riferimento alla "spalla destra" del personaggio rappresentato nella costellazione.

## Storia
Le pagine di Uranometria furono incise originariamente su lastre di rame da Alexander Mair (ca 1562-1617).
Le posizioni delle stelle usate da Bayer per l'Uranometria furono prese dal catalogo stellare di Tycho Brahe, che conteneva 1005 stelle. L'elenco di Brahe circolava sotto forma di manoscritto fin dal 1598 ed era disponibile in forma grafica sui globi celesti di Petrus Plancius, Hondius e Willem Blaeu. Fu pubblicato in forma tabellare nelle Tavole rudolfine di Keplero nel 1627.
L'uso del catalogo di Brahe permise un'accuratezza di gran lunga superiore rispetto all'elenco di Tolomeo che era piuttosto limitato. Le stelle elencate in Uranometria sono oltre 1.200, questo dato indica che il catalogo di Brahe non fu l'unica fonte. Bayer infatti prese le posizioni delle stelle meridionali dal catalogo del navigatore olandese Pieter Dirkszoon Keyser, che corresse le più vecchie osservazioni dell'esploratore fiorentino Amerigo Vespucci e Andrea Corsali, e le note di Pedro de Medina. Uranometria contiene molte più stelle di qualsiasi atlante stellare precedente, sebbene il numero esatto è oggetto di discussione, poiché non tutte le stelle disegnate hanno un nome.

## Incisione sul frontespizio
L'incisione della pagina iniziale di Uranometria rappresenta un motivo architettonico con al centro il titolo per intero.
Su piedistalli ad entrambi i lati si ergono le figure di Atlante e Ercole. Le iscrizioni sui piedistalli recitano: "Atlanti uetustiss[imo] astronom[iae] magistro" ("Ad Atlante il primo maestro di astronomia") e "Herculi uetustiss[imo] astronom[iae] discipulo" ("A Ercole il primo discepolo di astronomia"). Lungo la parte superiore della pagina sono incise numerose altre figure: a sinistra è Apollo, a personificare il Sole; al centro la dea della Terra, Cibele, con una corona di stelle e due leoni al guinzaglio; a destra è Diana, a personificare la Luna, con un mantello di stelle. Al di sotto del titolo si trova l'immagine di un capricorno e sotto di esso una veduta di Augsburg.

## Edizioni
- (LA) Johann Bayer, Uranometria, Augsburg, Christoph Mang, 1603.